# Benigno Bossi (patriota)
Benigno Bossi (Como, 1788 – Ginevra, 1870) è stato un patriota italiano.
Capitano civico durante i moti del 1814, fu dapprima controrivoluzionario, ma conobbe presto Federico Confalonieri e passò dalla parte dei rivoltosi.
Ambasciatore in Piemonte e poi esiliato a Lione e Ginevra, si spostò poi a Edimburgo e a Londra.
Cospiratore, fu condannato a morte nel 1824, ma in contumacia: tornato a Milano nel 1848, fu ambasciatore a Londra.
Si ritirò e morì a 82 anni a Ginevra.